# Dorfkirche Döberitz

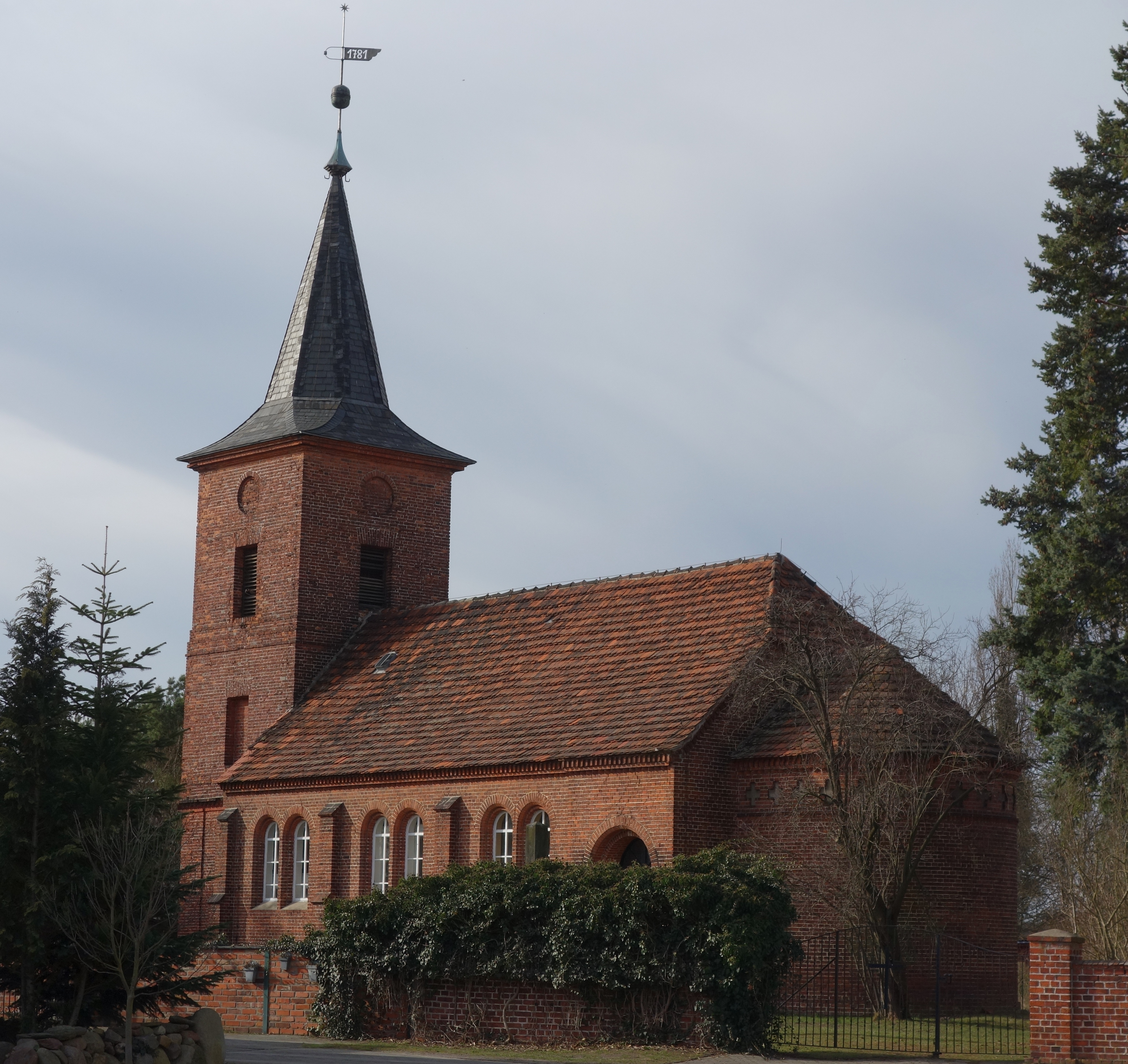
Dorfkirche Döberitz

Die evangelische, denkmalgeschützte Dorfkirche Döberitz steht in Döberitz, einem Gemeindeteil der Kleinstadt Premnitz im Landkreis Havelland von Brandenburg. Die Kirchengemeinde gehört zum Kirchenkreis Nauen-Rathenow der Evangelischen Landeskirche Berlin-Brandenburg-schlesische Oberlausitz.

## Beschreibung
Die neuromanische Saalkirche aus unverputzten Backsteinen im Rundbogenstil wurde 1846/1855 erbaut. Die Wände des mit einem Krüppelwalmdach bedeckten Langhauses werden von Strebepfeilern gestützt, zwischen denen sich Bogenfenster befinden. Die halbrunde Apsis im Osten hat keine Fenster. Der dreigeschossige Kirchturm auf quadratischem Grundriss im Westen ist mit einem achtseitigen, schiefergedeckten Knickhelm bedeckt.
Der Innenraum ist mit einem hölzernen Tonnengewölbe überspannt, das 1990 restauriert wurde. Zur Kirchenausstattung gehören ein Kruzifix und die Kanzel, die 1953 in einer Werkstatt der Herrnhuter Brüdergemeine gefertigt wurden. Die Orgel mit vier Registern auf einem Manual und angehängtem Pedal wurde 1886 von Friedrich Wilhelm Wäldner gebaut.
Das Bauwerk wurde in den Jahren 2007 bis 2010 umfassend saniert. Dabei installierten Techniker im Bauwerk ein Tonstudio, das seit dieser Zeit für Konzertmitschnitte genutzt wird. Ein Förderverein setzt sich für die umfassende Nutzung des Bauwerks ein. Neben Konzerten und Lesungen wurde unter der Empore eine Bibliothek eingerichtet, die von der Kreisbibliothek zur Ausleihe bestückt wird. Die Kirchengemeinde beteiligt sich seit 2023 am Tag des offenen Ateliers im Land Brandenburg, am Welttag des Buches, dem Vorlegetag, der langen Nacht der offenen Kirchen, der Fête de la Musique sowie am Tag des offenen Denkmals.